# Sainte-Agnès (Alpes-Maritimes)
Pour les articles homonymes, voir Sainte-Agnès.
Sainte-Agnès (Sant Anhe / Sant-Agne [sãnt ˈaɲe] dans le dialecte local) est une commune française située dans le département des Alpes-Maritimes, en région Provence-Alpes-Côte d'Azur.
Ses habitants, au nombre de 1 338 en 2019, sont appelés les Agnésois.

## Géographie

### Localisation
Village littoral le plus haut d'Europe, Sainte-Agnès est par ailleurs classé parmi les plus beaux villages médiévaux de France.

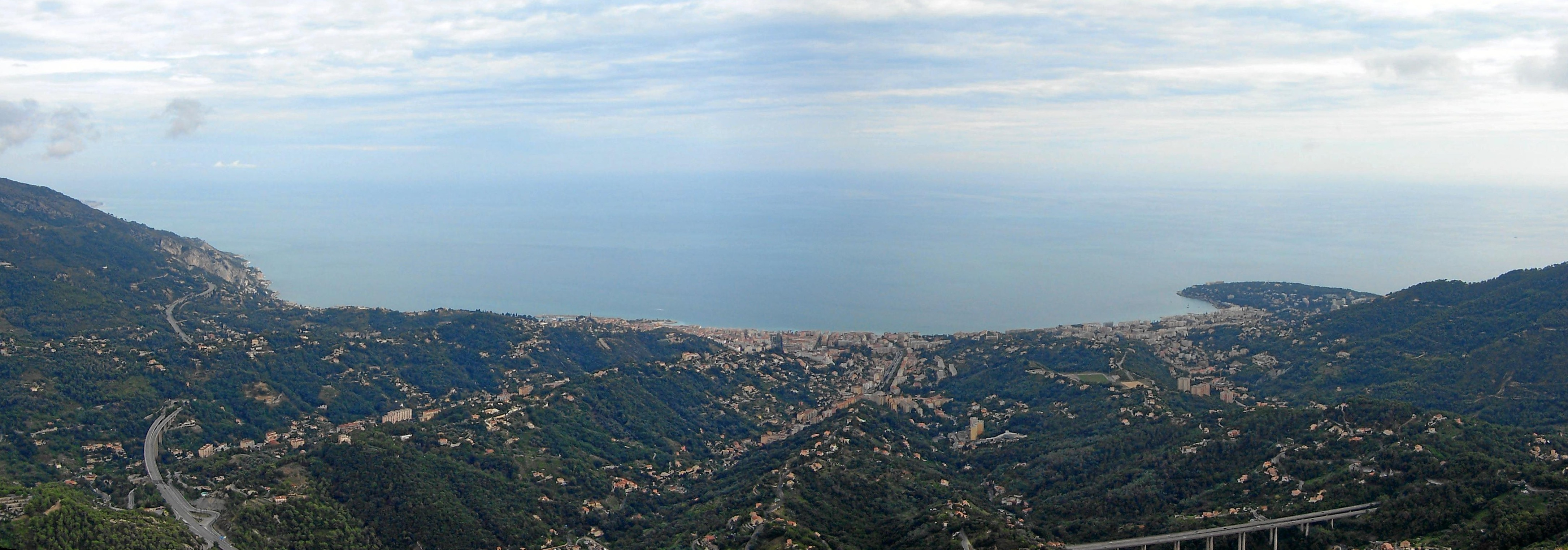
Panorama depuis Sainte-Agnès.

### Géologie et relief
La commune se compose de 40,53 hectares de territoires artificialisés (5,73 %), 484,85 hectares de territoires agricoles (68,58 %) et 181,78 hectares de forêts et milieux semi-naturels (25,71 %).
Espaces naturels :
- Un espace protégé Natura 2000 :

Vallée du Carei - collines de Castillon.
- Une zone naturelle d'intérêt écologique, faunistique et floristique (Znieff) :

Sainte-Agnès.
- Inventaire national du patrimoine géologique :

Structures tectoniques  éo-oligocène du Circuit Mont Ours-Pointe Siricocca.
- Site bioarchéologique :

Château (le).

### Climat
Pour des articles plus généraux, voir Climat de Provence-Alpes-Côte d'Azur et Climat des Alpes-Maritimes.
En 2010, le climat de la commune est de type climat méditerranéen franc, selon une étude du Centre national de la recherche scientifique s'appuyant sur une série de données couvrant la période 1971-2000. En 2020, Météo-France publie une typologie des climats de la France métropolitaine dans laquelle la commune est exposée à un climat méditerranéen et est dans la région climatique  Var, Alpes-Maritimes, caractérisée par une pluviométrie abondante en automne et en hiver (250 à 300 mm en automne), un très bon ensoleillement en été (fraction d’insolation > 75 %), un hiver doux (8 °C) et peu de brouillards. 
Pour la période 1971-2000, la température annuelle moyenne est de 12,8 °C, avec une amplitude thermique annuelle de 15,5 °C. Le cumul annuel moyen de précipitations est de 933 mm, avec 5,6 jours de précipitations en janvier et 2,2 jours en juillet. Pour la période 1991-2020, la température moyenne annuelle observée sur la station météorologique de Météo-France la plus proche, « Peille », sur la commune de Peille à 6 km à vol d'oiseau, est de 10,8 °C et le cumul annuel moyen de précipitations est de 935,0 mm. 
La température maximale relevée sur cette station est de 35 °C, atteinte le 28 juin 2019 ; la température minimale est de −10,3 °C, atteinte le 27 février 2018,,. 
Les paramètres climatiques de la commune ont été estimés pour le milieu du siècle (2041-2070) selon différents scénarios d'émission de gaz à effet de serre à partir des nouvelles projections climatiques de référence DRIAS-2020. Ils sont consultables sur un site dédié publié par Météo-France en novembre 2022.

## Urbanisme

### Typologie
Au 1er janvier 2024, Sainte-Agnès est catégorisée ceinture urbaine, selon la nouvelle grille communale de densité à 7 niveaux définie par l'Insee en 2022.
Elle appartient à l'unité urbaine de Menton-Monaco (partie française), une agglomération internationale dont elle est une commune de la banlieue,. Par ailleurs la commune fait partie de l'aire d'attraction de Monaco - Menton (partie française), dont elle est une commune de la couronne,. Cette aire, qui regroupe 12 communes, est catégorisée dans les aires de 50 000 à moins de 200 000 habitants,.

### Occupation des sols
L'occupation des sols de la commune, telle qu'elle ressort de la base de données européenne d’occupation biophysique des sols Corine Land Cover (CLC), est marquée par l'importance des forêts et milieux semi-naturels (85,6 % en 2018), en diminution par rapport à 1990 (99,8 %). 
La répartition détaillée en 2018 est la suivante : milieux à végétation arbustive et/ou herbacée (49,5 %), forêts (36,1 %), zones urbanisées (14,4 %).

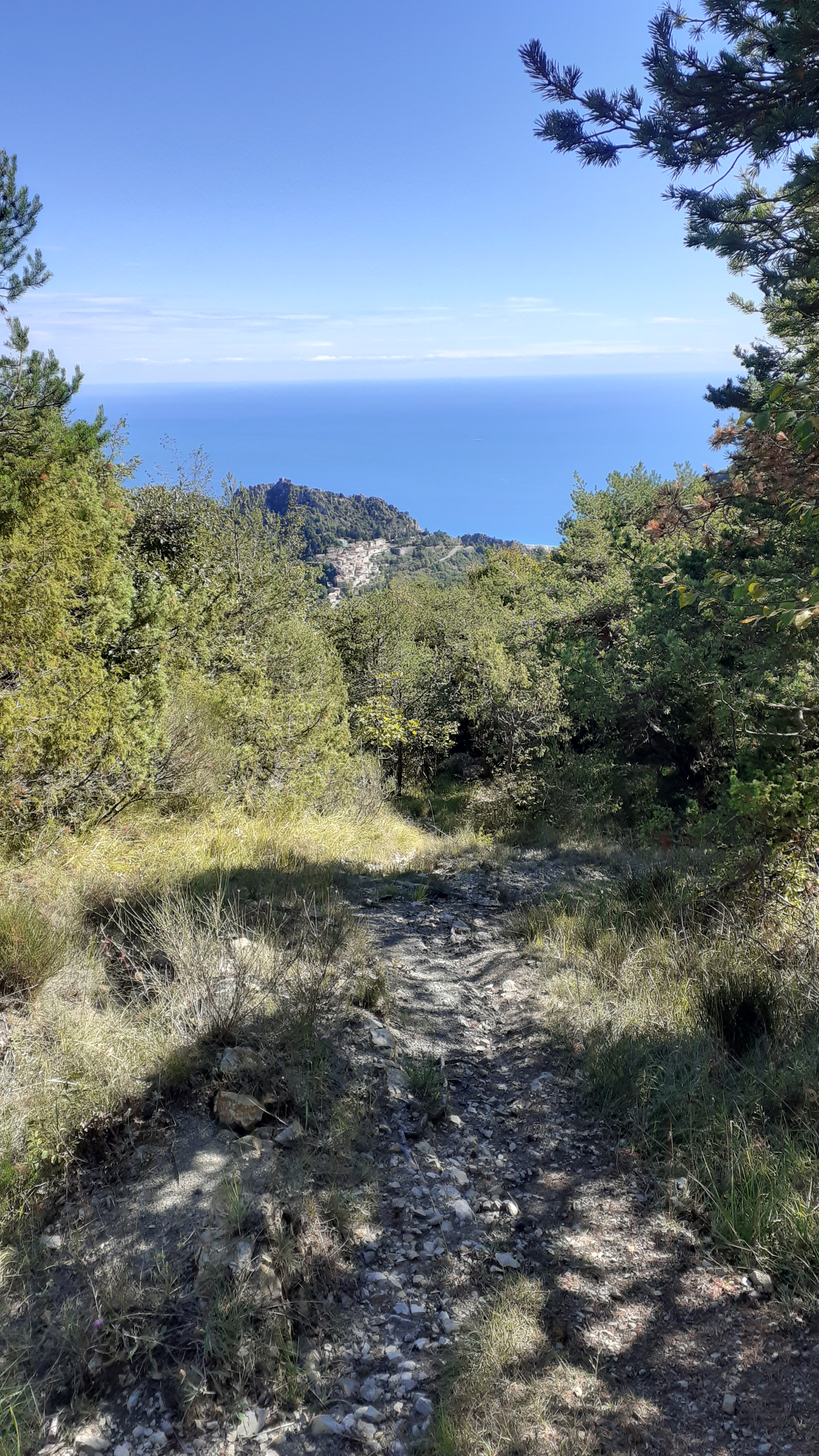
Sainte-Agnès vue depuis le Pas de la Piastre sur l'itinéraire de montée à la cime de Baudon sur fond de Méditerranée.

L'évolution de l’occupation des sols de la commune et de ses infrastructures peut être observée sur les différentes représentations cartographiques du territoire : la carte de Cassini (XVIIIe siècle), la carte d'état-major (1820-1866) et les cartes ou photos aériennes de l'IGN pour la période actuelle (1950 à aujourd'hui).

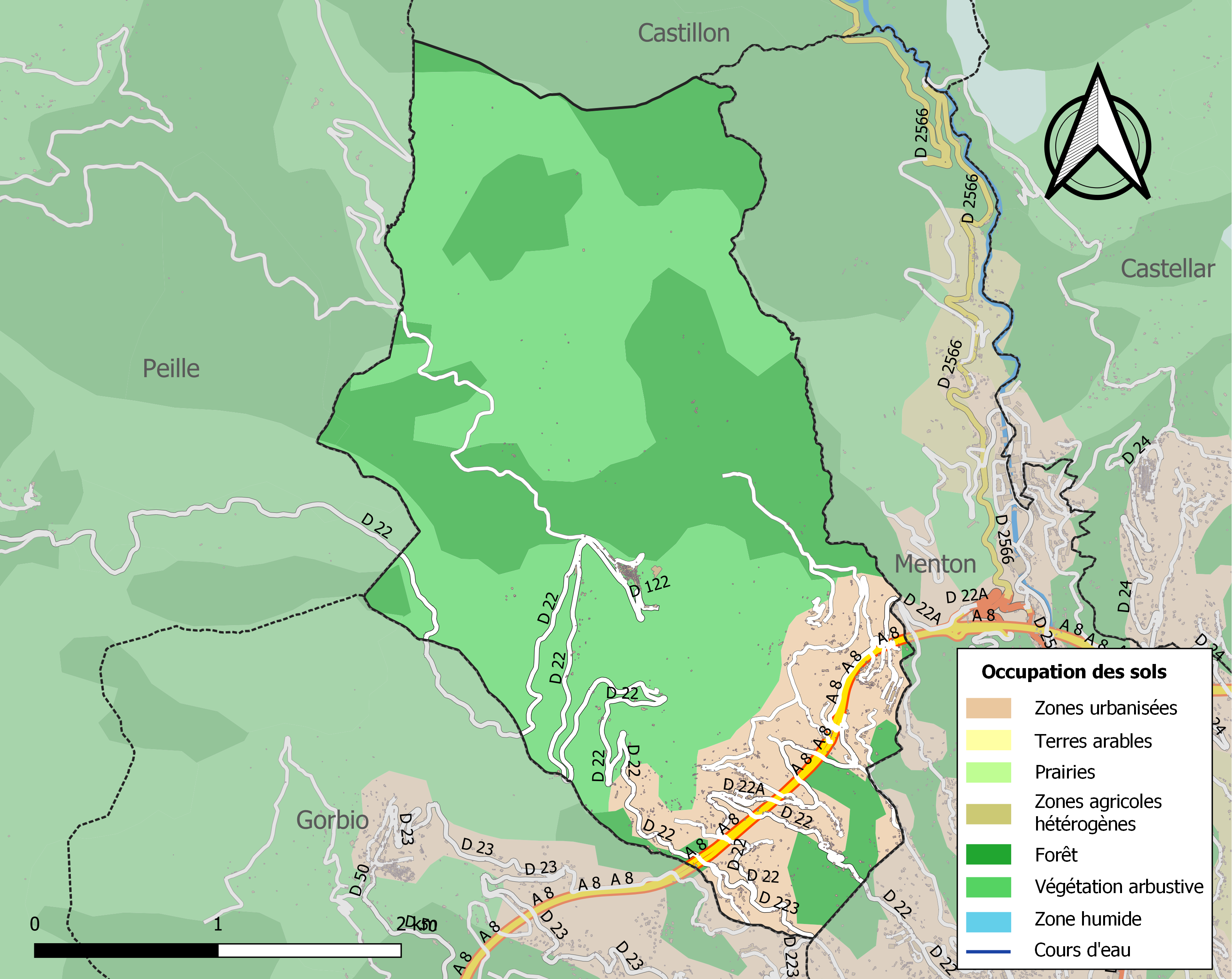
Carte de l'occupation des sols de la commune en 2018 (CLC).

### Voies de communications et transports

#### Voies routières
Accès : 
- Depuis Menton, prendre la RD 22, rejoindre la vallée du Borrigo qui mène à Sainte-Agnès.
- Autoroute A8 : Échangeurs Menton, Roquebrune.
- A10 (Italie), connue sous son nom d’autoroute des Fleurs (en italien, Autostrada dei Fiori).
- A500 : Laghet (Nord-Ouest de Monaco), Bifurcation de la Turbie.

#### Transports en commun
Transport en Provence-Alpes-Côte d'Azur
- Services réguliers et Bus à la demande[21].

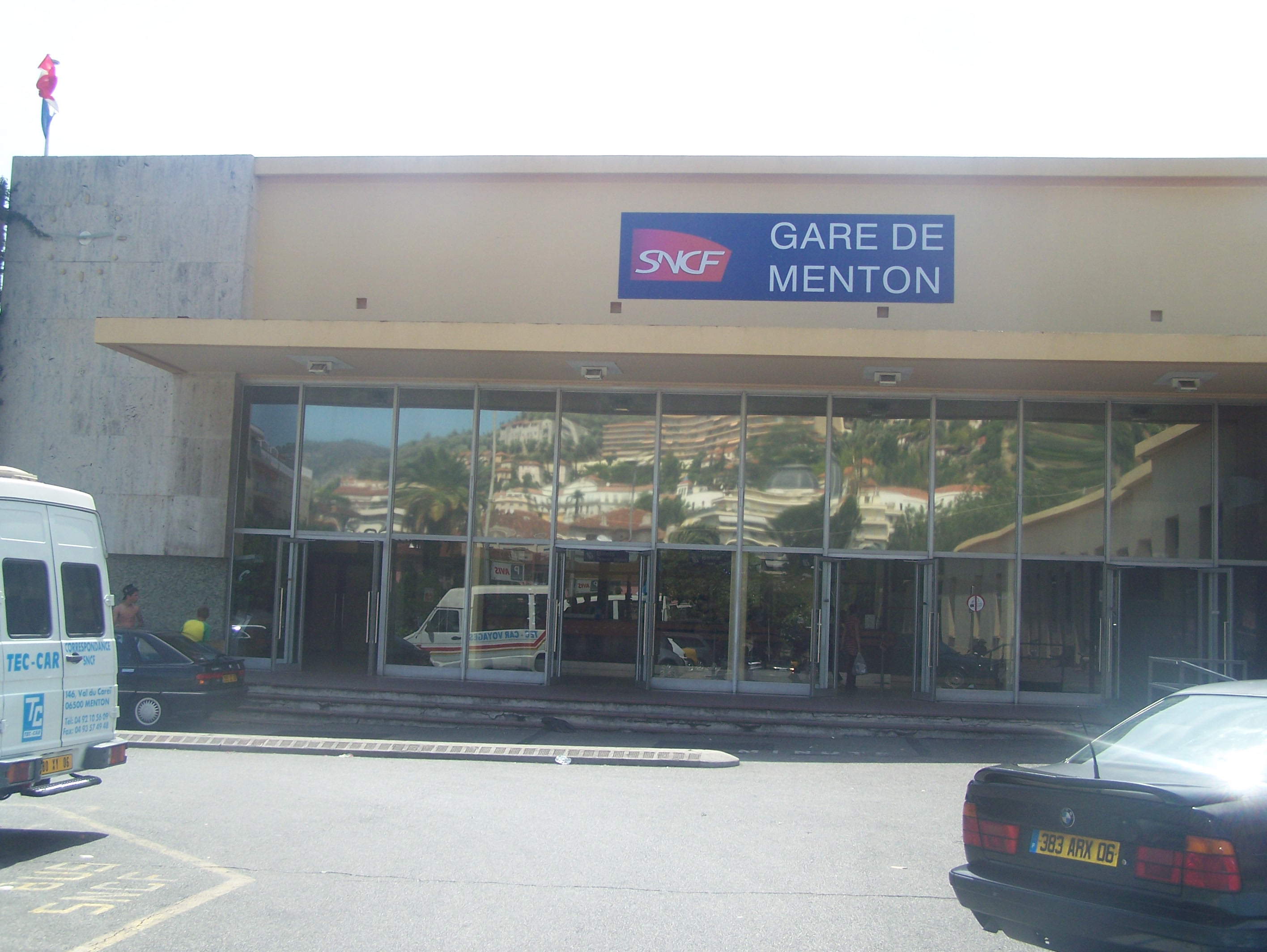
Gare de Menton.

#### Lignes SNCF
- Gare de Menton, à 6,5 km[22].
- Gare de Carnolès, sur la commune de Roquebrune-Cap-Martin à 7,5 km.
- Gare de Menton-Garavan sur la commune de Menton, à 12,4 km.

### Hydrographie et eaux souterraines
- Le torrent[23] et la cascade du Borrigo[24],[25].
- Le ruisseau de l'erbossièra[26].

L'eau dans la commune : la commune dispose de 4 forages et de 6 sources :
* la source du Bausson ; * la source de Reinier ; * la source de l'Orméa ; * la source du Figourne ; * la source de la Mounega ; * La source du Borrigo au col de Verroux.
Sainte-Agnès dispose de deux stations d'épuration :
- Station d'épuration de Menton d'une capacité de 80 000 Équivalent-habitants[29],
- Station d'épuration communale d'une capacité de 700 Équivalent-habitants[30].

## Communes limitrophes
| Peille | Castillon    | Castillon |
| Peille | Sainte-Agnès | Menton    |
| Gorbio | Gorbio       | Menton    |

## Héraldique
| Blason de Sainte-Agnès | Blason  | D'azur aux trois étoiles d'or,.                  |
| Blason de Sainte-Agnès | Détails | Le statut officiel du blason reste à déterminer. |

## Toponymie

Les langues des Alpes-Maritimes avec Sainte-Agnès en zone mentonasque
Occitan vivaro-alpin (alpin)
Occitan vivaro-alpin (mentonnais)
Occitan vivaro-alpin (intermédiaire)
Occitan provençal (niçois)
Occitan provençal (maritime)
† Figoun (remplacé par le provençal)
Royasque, dont
Tendasque (Royasque)
Brigasque (Royasque)

Le nom vivaroalpin de la commune est « Sant Anh » (graphie occitane), « Sant Agn » (graphie mistralienne), le gentilé correspondant est Gaines (graphie occitane) ou Gaïnés (graphie locale).
Sainte-Agnès fait partie de l'aire mentonasque. Le parler a connu une évolution phonétique spécifique qui a fait l'objet de plusieurs études,,.

## Histoire
Selon la légende, une princesse italienne en voyage, dénommée « Agnès », fuyant un violent orage, aurait trouvé refuge dans une grotte du village.
Perché à 800 m sur un piton rocheux, le château pourrait dater de 1180. Après les découvertes des fouilles de 1993, les assises de la tour remontent à la fin du Xe siècle ou au début du XIe siècle. Sainte-Agnès relevait alors du comté de Vintimille puis de Charles d'Anjou, comte de Provence en 1258.
Comme tout le pays de Nice, le village se rallia en 1388 au comte Amédée VII de Savoie.
Pendant l'occupation du comté par les troupes de Louis XIV, les Agnésois ayant encouragé à la résistance leur bourg voisin de Peille, le chevalier de la Fare, gouverneur du comté de Louis XIV, fit détruire le château en 1691, comme du reste toutes les forteresses du comté, dont le château de Nice. Mais cette destruction ne fut pas totale et la forteresse joua de nouveau un rôle dans la guerre de Succession d'Autriche de 1744 à 1749.
Il a donc été l'objet de nombreuses convoitises de la part des comtes de Vintimille, des comtes de Provence, de la maison de Savoie et même des Grimaldi.
Dépendant du royaume de Piémont-Sardaigne, Sainte-Agnès ne fut définitivement rattachée à la France qu'en 1860.
En 1932, débute la construction de l'ouvrage de Sainte-Agnès, creusé dans le rocher et doté d'une redoutable artillerie. Ultime maillon de la ligne Maginot, sa force de feu permit de stopper les troupes italiennes.

## Politique et administration

### Intercommunalité
Commune membre de la Communauté d'agglomération de la Riviera Française.

### Budget et fiscalité 2023

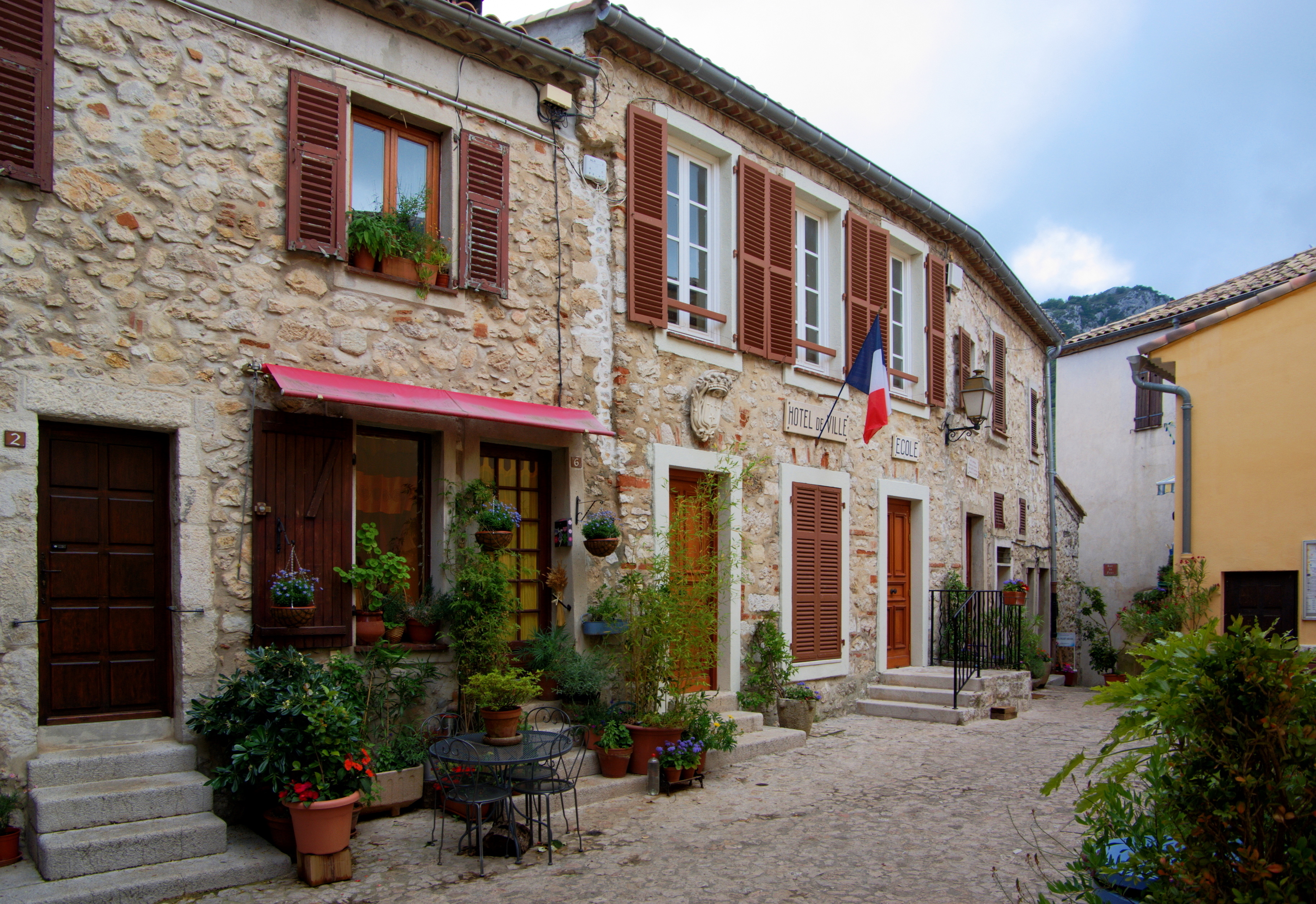
Hôtel de Ville et ancienne école.

En 2023, le budget de la commune était constitué ainsi :
- total des produits de fonctionnement : 1 034 000 €, soit 761 € par habitant ;
- total des charges de fonctionnement : 980 000 €, soit 721 € par habitant ;
- total des ressources d'investissement : 342 000 €, soit 251 € par habitant ;
- total des emplois d'investissement : 1 096 000 €, soit 806 € par habitant ;
- endettement : 745 000 €, soit 550 € par habitant.

Avec les taux de fiscalité suivants :
- taxe d'habitation : 13,36 % ;
- taxe foncière sur les propriétés bâties : 21,95 % ;
- taxe foncière sur les propriétés non bâties : 32,20 % ;
- taxe additionnelle à la taxe foncière sur les propriétés non bâties : 0,00 % ;
- cotisation foncière des entreprises : 0,00 %.

Chiffres clés Revenus et pauvreté des ménages en 2021 : médiane en 2021 du revenu disponible, par unité de consommation : 26 740 €.

### Liste des maires
| Période | Période  | Identité       | Étiquette | Qualité |
| ------- | -------- | -------------- | --------- | ------- |
| 1977    | 1989     | Roger Valetta  |           |         |
| 1989    | 2008     | Michel Revel   |           |         |
| 2008    | En cours | Albert Filippi | UMP-LR    | Cadre   |

## Population et société

### Démographie

#### Évolution démographique
L'évolution du nombre d'habitants est connue à travers les recensements de la population effectués dans la commune depuis 1793. Pour les communes de moins de 10 000 habitants, une enquête de recensement portant sur toute la population est réalisée tous les cinq ans, les populations de référence des années intermédiaires étant quant à elles estimées par interpolation ou extrapolation. Pour la commune, le premier recensement exhaustif entrant dans le cadre du nouveau dispositif a été réalisé en 2007.

En 2022, la commune comptait 1 365 habitants, en évolution de +7,4 % par rapport à 2016 (Alpes-Maritimes : +2,85 %, France hors Mayotte : +2,11 %).
| 1793 | 1800 | 1806 | 1822 | 1838 | 1848 | 1858 | 1861 | 1866 |
| ---- | ---- | ---- | ---- | ---- | ---- | ---- | ---- | ---- |
| 378  | 393  | 420  | 533  | 568  | 621  | 583  | 551  | 516  |

| 1872 | 1876 | 1881 | 1886 | 1891 | 1896 | 1901 | 1906 | 1911 |
| ---- | ---- | ---- | ---- | ---- | ---- | ---- | ---- | ---- |
| 534  | 539  | 547  | 547  | 532  | 525  | 525  | 519  | 527  |

| 1921 | 1926 | 1931 | 1936 | 1946 | 1954 | 1962 | 1968 | 1975 |
| ---- | ---- | ---- | ---- | ---- | ---- | ---- | ---- | ---- |
| 371  | 368  | 372  | 409  | 305  | 278  | 312  | 304  | 361  |

| 1982 | 1990 | 1999  | 2006  | 2007  | 2012  | 2017  | 2022  | - |
| ---- | ---- | ----- | ----- | ----- | ----- | ----- | ----- | - |
| 455  | 944  | 1 094 | 1 179 | 1 191 | 1 169 | 1 328 | 1 365 | - |

### Enseignement
Établissements d'enseignements :
- Écoles maternelles et primaires[49] à Menton, Gorbio,
- Collèges à Menton,
- Lycées à Menton.

### Santé
Professionnels et établissements de santé :
- Médecins à Menton, La Turbie.
- Kinésithérapeutes à Castellar, Menton, Roquebrune-Cap-Martin, Beausoleil.
- Pharmacies à Menton.
- Hôpitaux à Gorbio, Beausoleil, Sospel, Cap-d'Ail, Breil-sur-Roya.
- Centre hospitalier universitaire de Nice.

### Cultes
- Culte catholique, église Notre Dame des Neiges, Paroisse Notre Dame des Rencontres, Diocèse de Nice[51].

## Économie
Sainte-Agnès est très prisée des citadins qui font le choix de venir vivre à la campagne. Ces néoruraux y achètent de jolies maisons en pierre. La flambée des prix est telle qu'elles peuvent se vendre jusqu'à 7 000 euros le mètre carré.

### Entreprises et commerces

#### Agriculture
Activités agricoles, gastronomie : agrumes, oliviers, lavande.

#### Tourisme
L'activité principale est tournée vers le tourisme. Depuis 1997, le village est classé parmi « Les Plus Beaux Villages de France » grâce à un patrimoine et une situation exceptionnelle dans l’arrière-pays niçois.
Sainte-Agnès est par ailleurs partie intégrante du projet du Département des Alpes-Maritimes, co-candidat officiel de l’inscription « Les Alpes de la Méditerranée » au patrimoine mondial de l’UNESCO conduite par le Groupement Européen de Coopération Territoriale.

#### Commerces et artisanat
- Commerces et services de proximité[55].
- Les ruelles ancestrales du village attirent les artistes et artisans d’art.

## Manifestations
- La fête de la lavande : deux jours de festivités en costume folklorique avec distillation de lavande sauvage qui ont lieu l'avant dernier week-end du mois de juillet[56].
- Le critérium des randonneurs chaque 1er mai[57].

### Jumelage
- Benešov (Tchéquie) depuis 2010[58].

## Galerie

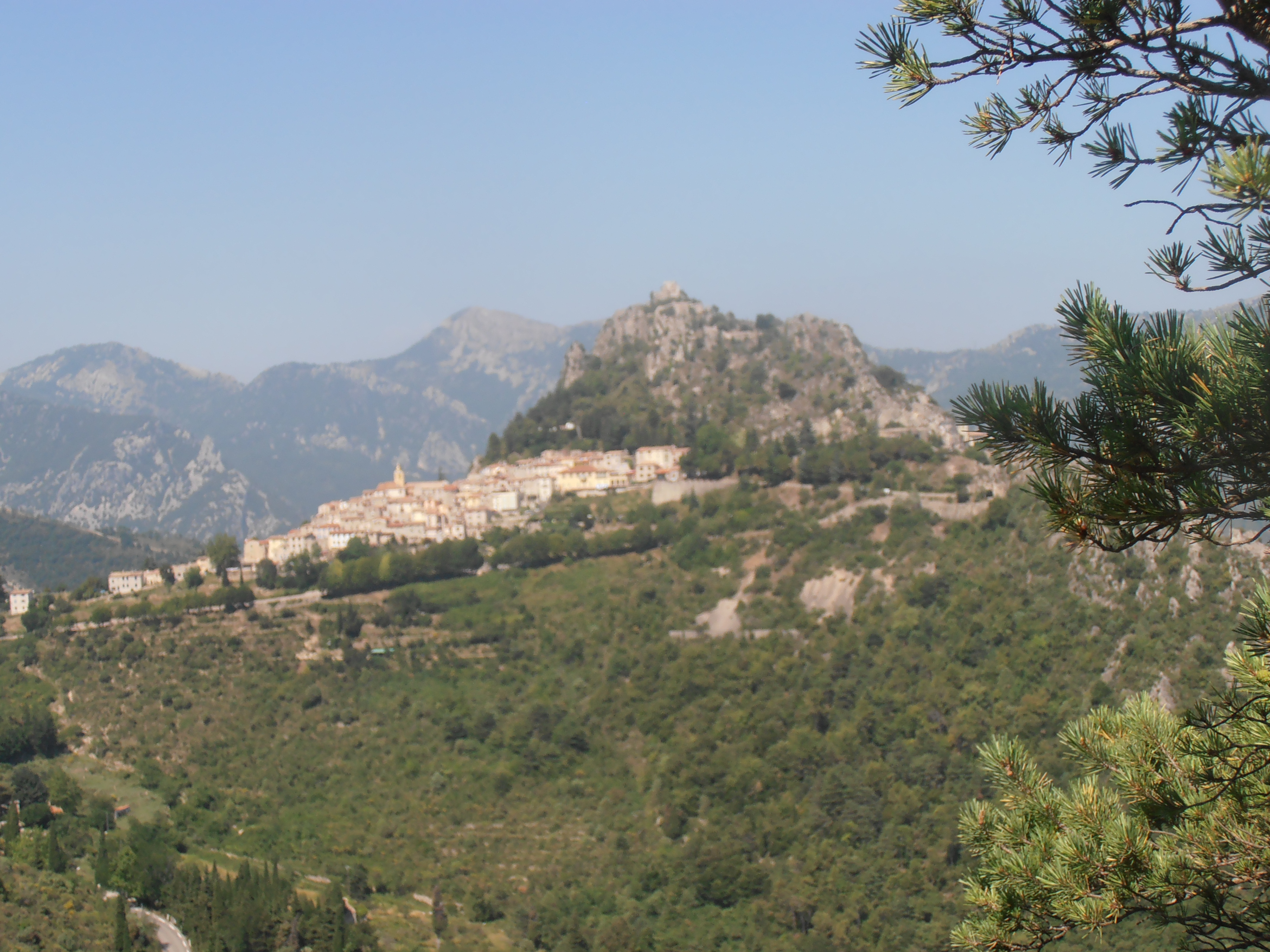
Le village et le site castral.
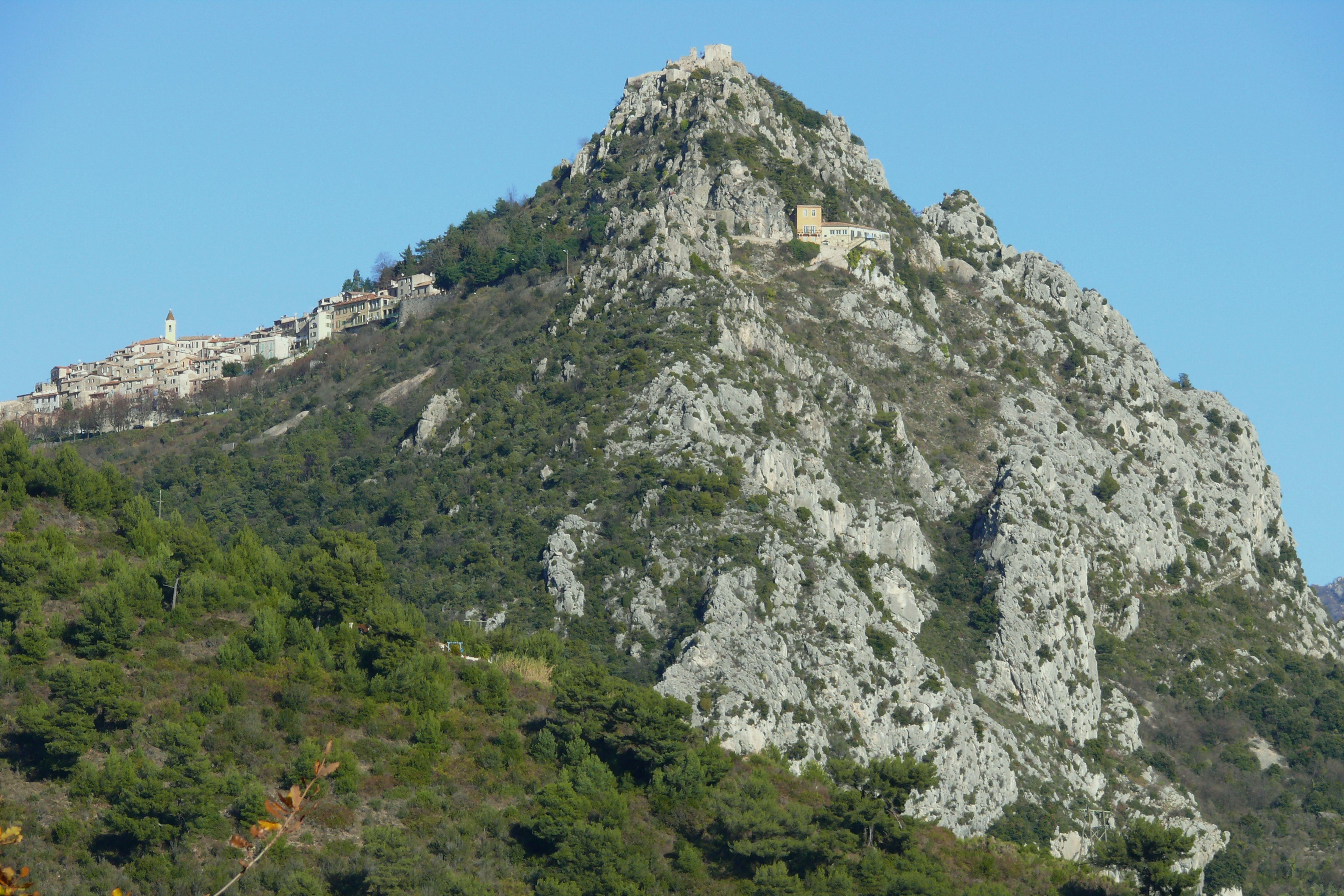
Le site du village de Sainte-Agnès.
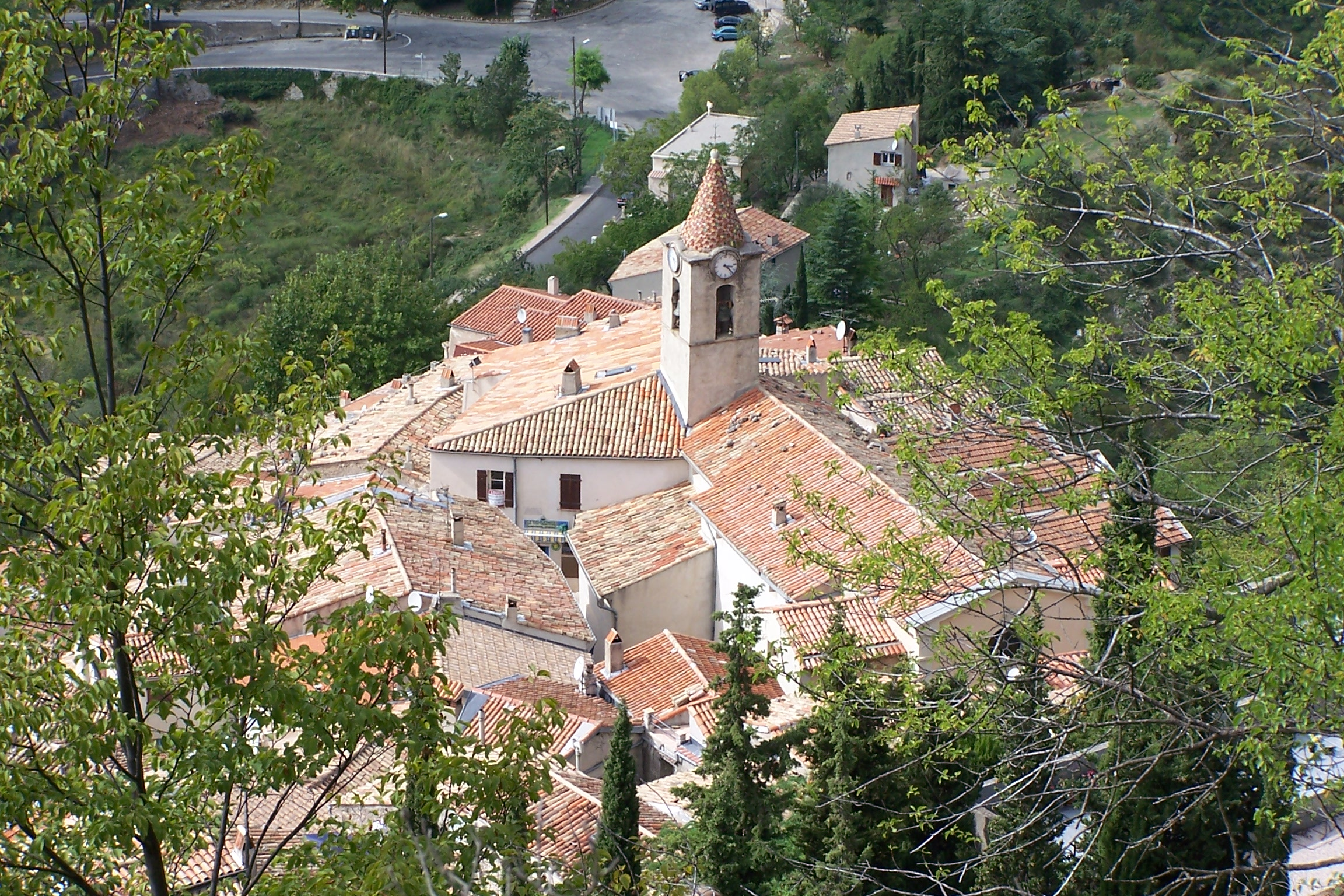
Sainte-Agnès.
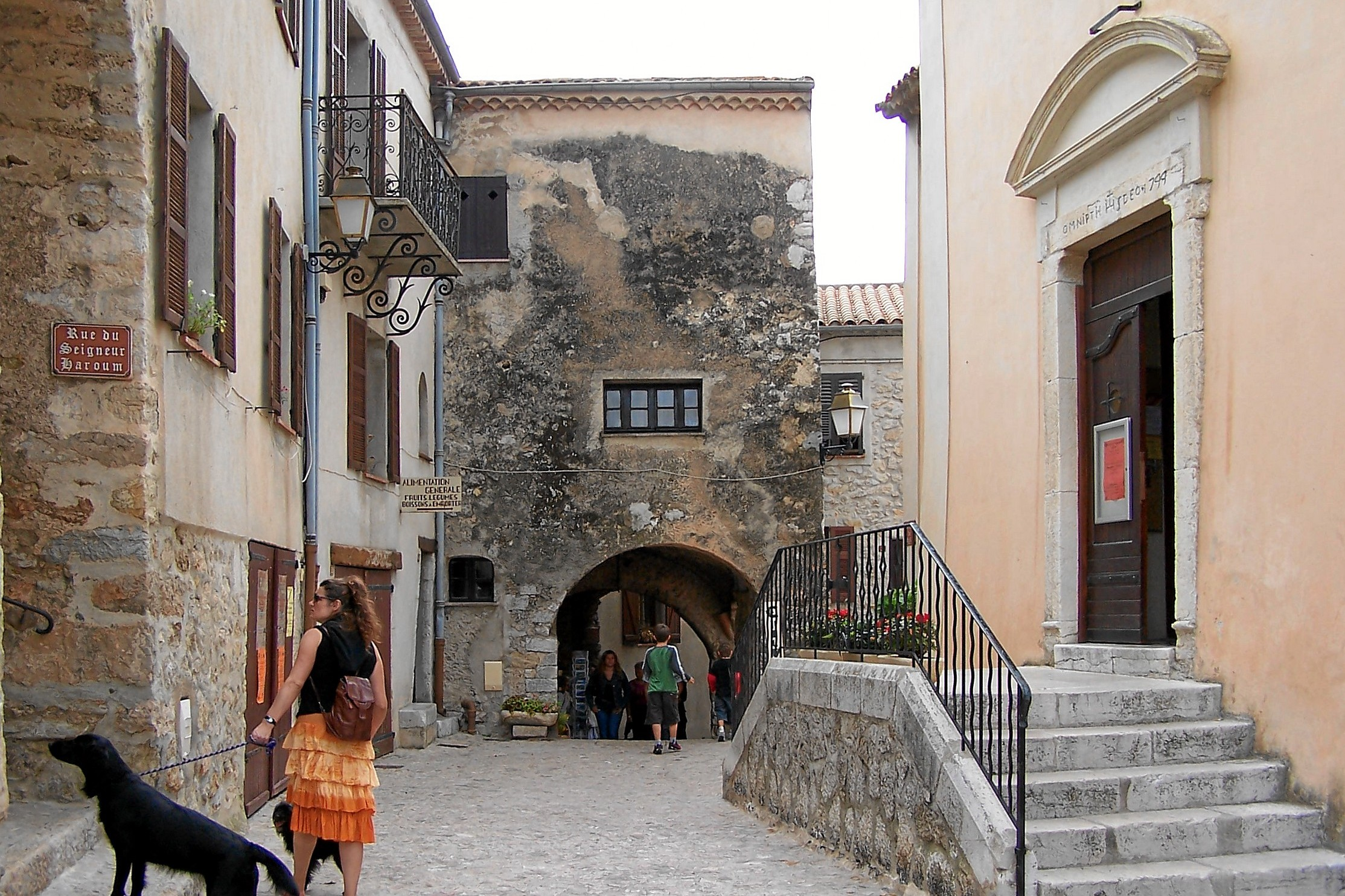
Ruelle du village.

## Lieux et monuments
- L'ouvrage de Sainte-Agnès :

surplombant la baie de Menton et creusé profondément dans la falaise, il faisait partie de la ligne Maginot et a été construit dans la montagne entre 1932 et 1936. Il occupe une surface de 2 000 m2 et pouvait héberger 300 à 400 hommes de troupe pendant trois mois en complète autarcie. Le fort concentrait une très puissante artillerie bien conservée,,.
- Les monuments commémoratifs[62].
- Les ruines du château[63] :

situé sur le pic rocheux au-dessus du village, le château a été rasé sur ordre de Louis XIV, construit sur l'emplacement d'un castrum romain.
le jardin médiéval,, créé par l'association des « Peintres du Soleil ». Superbe panorama sur la mer Méditerranée,.
- L'église Notre-Dame-des-Neiges, aux tuiles en écailles vernissées[70].
- L'église Saint-Michel Cabrolles[71].
- Les chapelles :

La grotte et la chapelle d'Anna,,.
La chapelle de Pénitents-Blancs,.
La chapelle Saint-Sébastien.
La chapelle Saint-Pascal-Cabrolles.
La chapelle Saint-Charles (Musée) : l'espace culture et tradition présente de nombreuses toiles des « Peintres du Soleil », une collection d'outils et d'ustensiles anciens et une autre des céramiques trouvées lors des fouilles archéologiques.
- Le Droukgon Djangchoub Ling :

centre Drukpa du bouddhisme tibétain, situé 2347 route de l'Armée des Alpes.
- Les sources, fontaines et lavoirs[83].
- La cascade du Borrigo[84], qui prend sa source au col de Verroux, au pied du mont Ours, pour finir à la mer via le Borrigo[85],[86].
- Le four communal[87].
- Un patrimoine botanique riche et diversifié[88].

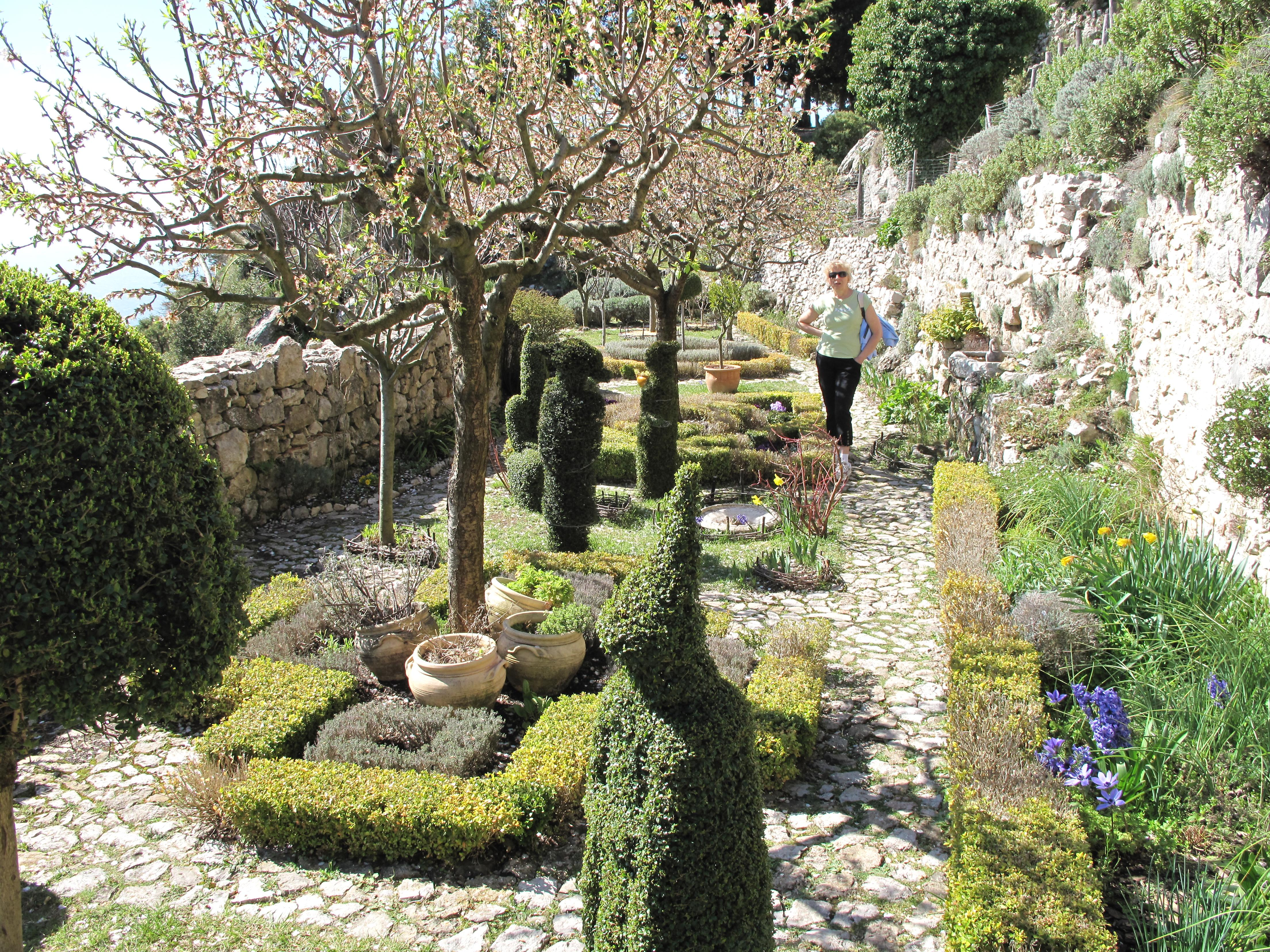
Le jardin médiéval au pied du château de Sainte-Agnès.
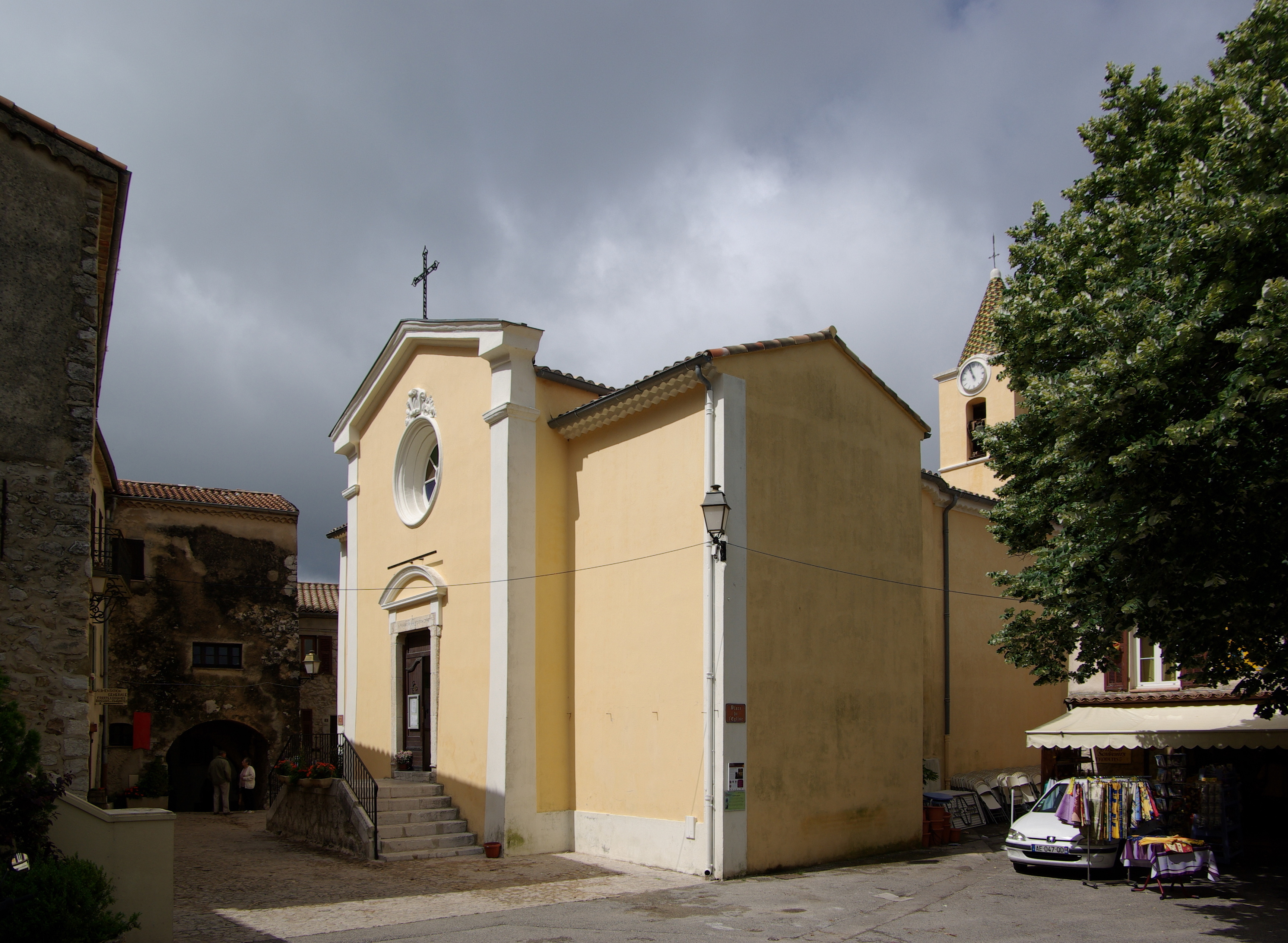
L'église Notre-Dame des Neiges.
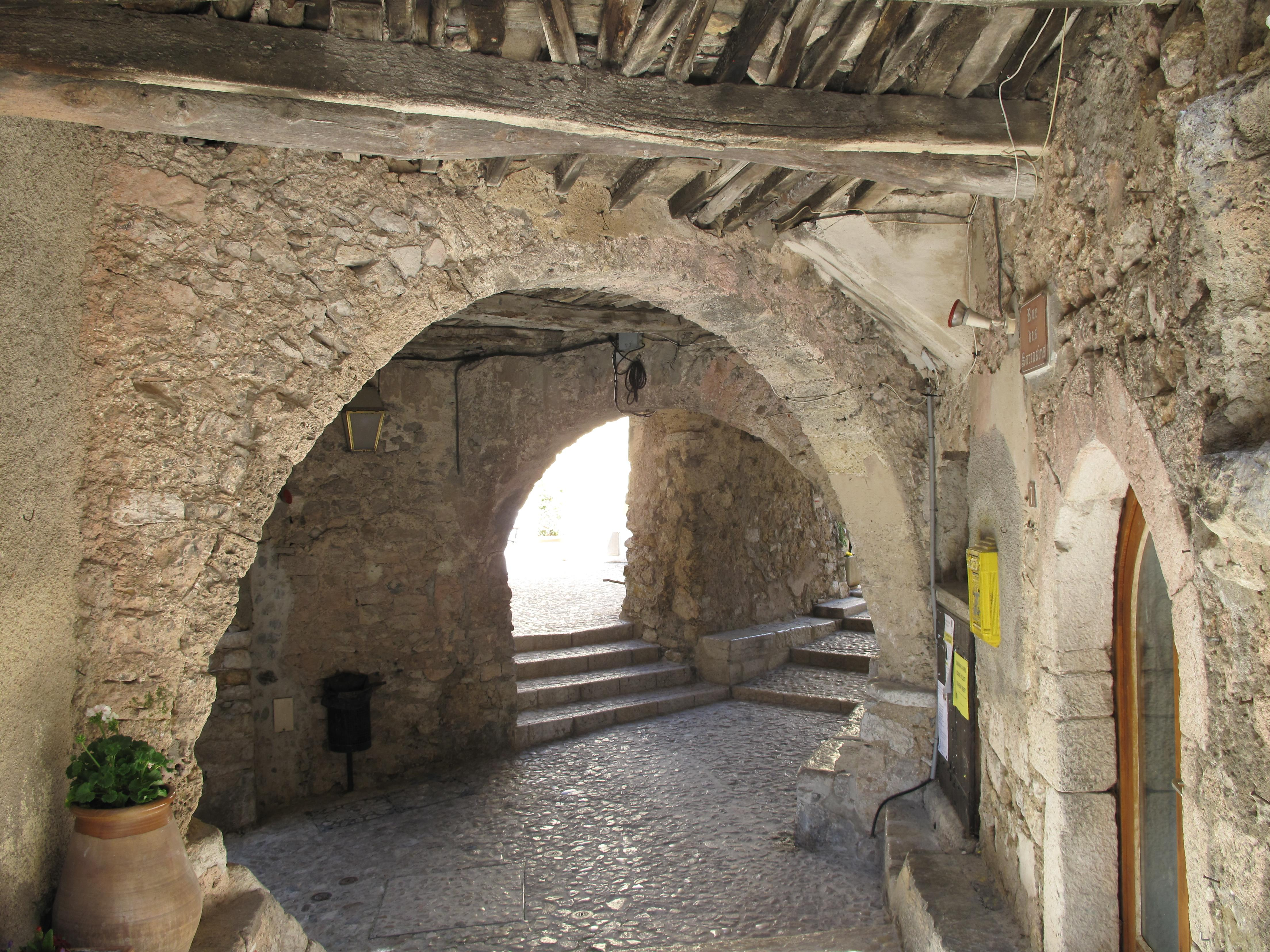
L'arcade de la rue des Sarrasins.
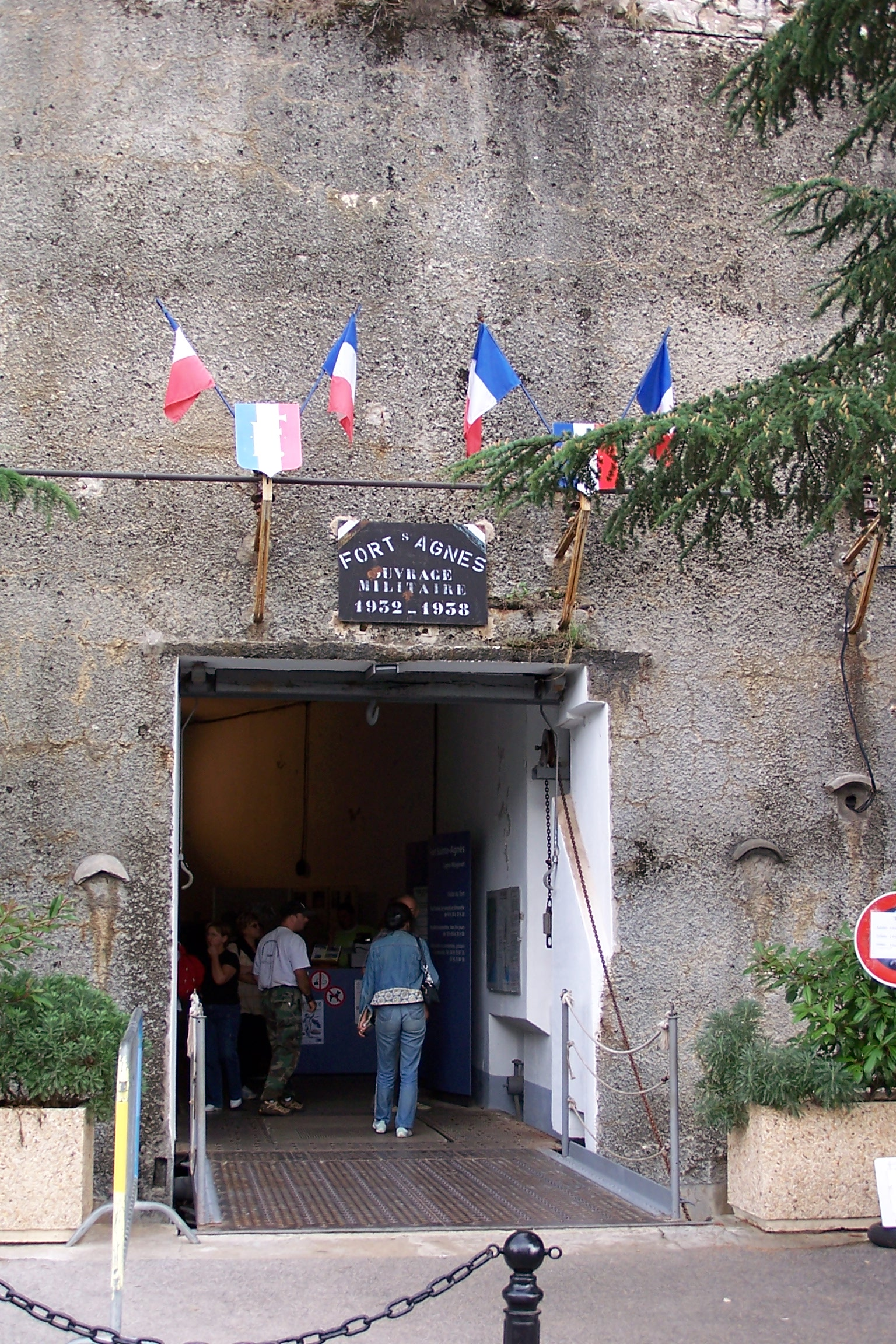
Entrée du fort.
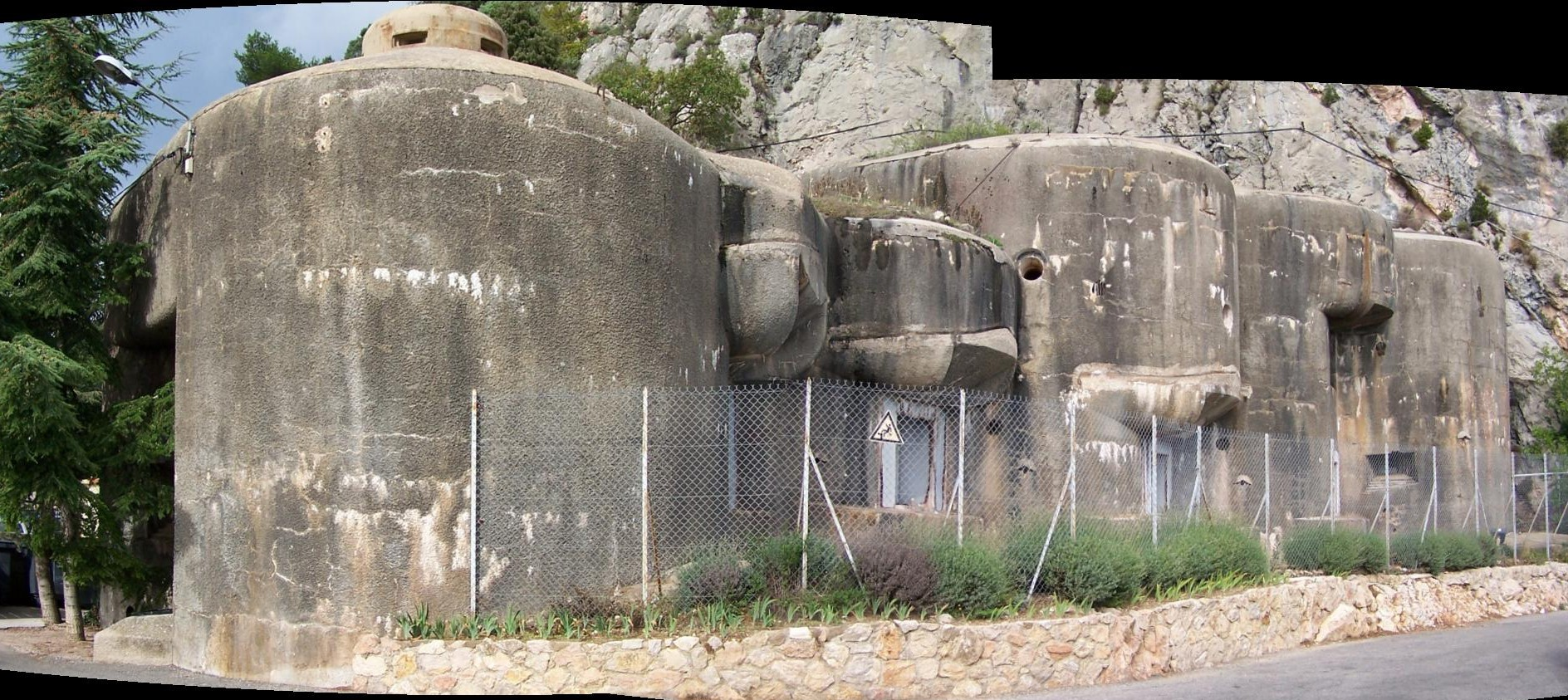
Le fort.

## Activités
- Randonnée pédestre : Le village de Sainte-Agnès est le point de départ de sentiers de randonnée vers  les sommets environnants (cime de Baudon, mont Ours, pointe Siricocca, etc.). Il constitue également le point de passage du sentier de grande randonnée GR51.

## Personnalités liées à la commune
- Agnès de Rome ou sainte Agnès (290-303) est une sainte, vierge et martyre, fêtée le 21 janvier.